# Крива Река
Кри́ва Река́ (болг. Крива река) — село в Шуменській області Болгарії. Входить до складу общини Никола-Козлево.

## Населення
За даними перепису населення 2011 року у селі проживали 495 осіб.
Національний склад населення села:
| Національність   | Кількість осіб | Відсоток |
| ---------------- | -------------- | -------- |
| цигани           | 289            | 61,0%    |
| турки            | 164            | 34,6%    |
| болгари          | 21             | 4,4%     |
| інша             | 0              | 0%       |
| не визначились   | 0              | 0%       |
| Всього відповіли | 474            |          |

Розподіл населення за віком у 2011 році:
Динаміка населення: